# Chó bò Leavitt
Chó bò Leavitt là một giống chó được phục hồi vào giai đoạn cuối thế kỷ 20 của giống chó đã tuyệt chủng là Chó bò Anh Cũ, giống chò bò gốc, tồn tại trong khoảng thời kỳ thế kỷ 19, kỷ nguyên Regency, chính xác là vào khoảng năm 1820. Trái ngược với giống chó bò Anh hiện đại, các tư liệu mô tả về loài chó bò Anh Cũ gần hai thế kỷ trước đó cho thấy những con chó giống này khỏe mạnh hơn, nhanh nhẹn hơn trong khả năng làm việc. Tuy nhiên, không giống như thế hệ chó bò Anh từ thế kỷ 19, chó bò Leavitt có tính khí dịu dàng. Nó là một trong nhiều giống được phát triển để khắc phục các vấn đề di truyền trong giống Chó bò Anh.
Chó bò Leavitt được phát triển bởi nhà tạo giống David Leavitt, với tên gọi ban đầu mà ông đặt là Olde English Bulldogge. Leavitt đã thay đổi và từ bỏ cái tên của mình và trở thành giống chó mới, nói cách khác là thiết lập nên giống chó bò Leavitt, một cái tên mới, do nhiều lứa đẻ của giống OEB sau đó mất đi nhiều phẩm chất của lứa đẻ OEB ban đầu. "Chó bò Leavitt" của David Leavitt được thuần chủng từ tổ tiên là Chó Bulldoge Olde English trước đó. Bất kể điều này, tên ban đầu đã được thông qua bởi Liên hiệp các Câu lạc bộ Chăm sóc Chó và có tiêu chuẩn giống được thông qua kể từ ngày 1 tháng 1 năm 2014. Chó bò Leavitt đã được đề cập trong tài liệu Pedigree Dogs Exposed - Three Years On như là một giống chó thay thế tốt được đề xuất thay thế cho chó bò Anh.